# Momina Mustehsan
Momina Mustehsan (em urdu:  مومنہ مستحسن; nascida em 5 de setembro de 1992) é uma cantora, musicista e ativista social paquistanesa. Em 2017, a BBC a nomeou uma das 100 mulheres mais influentes e inspiradoras do mundo e, no ano seguinte, a Forbes a incluiu em sua lista "30 Abaixo dos 30" da Ásia, juntamente com outras nove pessoas paquistanesas. Ela cantou a música "Awari" para o thriller indiano Ek Villain (2014). Na 9ª temporada do Coke Studio, ela apresentou uma versão de "Afreen Afreen" de Nusrat Fateh Ali Khan, com Rahat Fateh Ali Khan e foi aclamada pela crítica. Seus próximos lançamentos, os singles "Aaya Na Tu" (2018) e "Baari" (2019), lideraram as paradas do país. Sua faixa Uchiyaan Dewara (Baari 2) liderou o Top 40 oficial da Ásia em novembro de 2020.
Ao lado de sua carreira de cantora, ela participa de shows, é uma celebridade endossante de marcas e produtos e atua no trabalho humanitário. Ela também é conhecida por promover várias causas, como educação e saúde mental, e é particularmente ativa sobre questões como o papel das mulheres no Paquistão e o feminismo.

## Início da vida e antecedentes
Momina Mustehsan nasceu em 5 de setembro de 1992, na cidade de Quetta, capital da província de Baluquistão, no Paquistão, e foi criada em Islamabade, capital do país, embora também tenha morado em Nova York (Estados Unidos), Paris (França) e Kiev (Ucrânia) enquanto crescia. Sua mãe, Huma Mustehsan, é médica, e seu pai, Kazim Mustehsan, é um brigadeiro aposentado do Exército do Paquistão e ganhador do Sitara-i-Imtiaz, a terceira maior honraria e prêmio civil do país. Ela tem dois irmãos, incluindo Haider Mustehsan, que também é cantor.
Momina Mustehsan concluiu seu A'Level na Lahore Grammar School, em Laore, capital da província do Panjabe, no Paquistão, e mais tarde mudou-se para os Estados Unidos para estudos superiores e formou-se com dupla especialização em Engenharia Biomédica e Matemática Aplicada, pela Universidade Stony Brook, em 2016. Na época de sua formatura, seu nome estava na lista do Reitor.
A princípio, Momina Mustehsan aprendeu a tocar violino e cantou em público pela primeira vez em um coro de sua escola primária, sem nenhum treinamento musical formal. Relembrando, Momina Mustehsan contou que sua professora perguntou se ela tinha algo para mostrar e disse: "Acho que você canta bem". Ela ainda contou que percebeu que tinha interesse pela música depois de cantar pela primeira vez. Seu primeiro encontro com a música aconteceu em 2004, quando gravou seu primeiro cover da canção "The Blower's Daughter" do cantor irlandês Damien Rice. Apesar de não ter formação musical, ela foi elogiada na época.

## Carreira

### 2011-2015: "Pee Jaun" eEk Villian
No vigésimo aniversário de Junoon, uma das bandas islâmicas mais populares do Paquistão, Momina Mustehsan gravou uma música "Sajna" para seu álbum Junoon 20 no Volume I, a música foi escrita por Ali Azmat e foi uma faixa bônus do álbum. Em 2012, ela escreveu a letra da música "Pee Jaun" e cantou com Farhan Saeed. A música também foi apresentada em 2015 Nescafé Basement com Momina Mustehsan cantando junto com Hamza Tanveer.
Em 2014, ela gravou a música "Awari" para a banda paquistanesa Soch que a abordou, sem lhe dizer que iriam usar a música no filme indiano Ek Villain, ela explicou: "Fui abordada por Soch e eles queriam que eu participasse da faixa deles sem revelar para que era", ela gravou a música em seu dormitório na universidade, "Foi um processo extremamente casual e nunca conheci ninguém pessoalmente. Eu gravei a música sozinho em Nova York. O contrato foi assinado depois que a faixa foi alinhada para lançamento." Sobre seus empreendimentos futuros, ela disse: "Estou sempre trabalhando em novas músicas. A música é uma paixão para mim e não uma profissão. Tenho muito tempo disponível... Posso estar trabalhando em um projeto paquistanês ainda este ano. É algo que me deixa animada."

### 2016-presente
Em 2016, Momina Mustehsan gravou sua primeira música "Zindagi Kitni Haseen Hay" para o filme de drama romântico Zindagi Kitni Haseen Hay, e marcou sua estreia no Coke Studio como artista de destaque na 9ª temporada no final daquele ano. Sua primeira música "Afreen Afreen", ao lado de Rahat Fateh Ali Khan, quebrou todos os recordes anteriores do Coke Studio ao acumular mais de 2.5 milhões de visualizações em um dia. As outras canções que ela cantou: "Main Raasta", parcialmente escrita por ela, e " Tera Woh Pyar (Nawazishein Karam)" junto com Junaid Khan e Asim Azhar, respectivamente. Comentando sobre seu sucesso no Coke Studio, ela disse: "foi muito impressionante para mim porque são clássicos que estou cantando com cantores muito conhecidos. Para mim foi uma grande honra. Eu também estava muito nervosoa– nunca fico nervosoapor nada. Mas fui muito apreciadoadepois que as músicas foram gravadas."
Revelando seu futuro na música, Momina Mustehsan disse: "Não quero seguir a carreira musical. Para mim, foi difícil tomar uma decisão, pois não tinha referências. Talvez depois de mim, as pessoas viessem mostrar seu talento", e explicou: "Não acho que lançar vários álbuns define um músico. Eu faço música para mim e não para as massas. Não gosto da ideia de ser uma celebridade ou que as pessoas me conheçam ou me sigam."
Em fevereiro de 2017, ela lançou o hino da franquia da Super League do Paquistão Islamabad United. Os principais meios de comunicação, The Express Tribune e Geo News, criticaram o uso pesado de auto-tune e a falta de substância no single, intitulado "Cricket Jorrey Pakistan" (Cricket Unites Pakistan). Em 3 de novembro, "Afreen Afreen" se tornou o vídeo de origem paquistanesa mais rápido a marcar 100 milhões de visualizações no YouTube e se tornou o vídeo de origem paquistanesa mais visto no YouTube em 10 de novembro, deixando para trás a versão de Atif Aslam de "Tajdar-e-Haram" e "Amplificador" de Imran Khan. Nesse mesmo ano, ela colaborou com o Coke Studio pela segunda vez, e lançou três canções, uma das quais foi "Qaumi Taranah" (hino nacional do Paquistão), que ela cantou com os outros artistas de destaque da temporada. Lançado em 14 de agosto, os críticos criticaram a versão, dizendo que ela não conseguiu "conquistar corações". Sua próxima música lançada foi "Muntazir", que foi composta e escrita por Strings. Apresentada ao lado da debutante Danyal Zafar, a canção recebeu críticas positivas, e se tornou uma das canções mais vistas da temporada. O rock sufi "Ghoom Taana" foi sua última música, lançada na temporada, e também contou com a participação da banda Irteassh. Tanto a versão original quanto a recriada foram escritas e compostas por Salman Ahmad, e a canção foi originalmente lançada em 2003 pela banda Junoon em seu álbum Door. A canção recebeu críticas positivas da crítica após o lançamento, mas Momina Mustehsan e Inteassh foram elogiados por sua versatilidade na canção.
Momina Mustehsan iniciou 2018 com o single "Aaya Na Tu", que cantou com o cantor indiano Arjun Kanungo. Composto por Kanungo, e escrito por Kunaal Vermaa, o single foi lançado sob o selo da Universal Music India. O single foi filmado em Bangkok, e Momina Mustehsan disse que a música aborda "rejeição, dor e o fardo do amor verdadeiro". Após o lançamento, a música liderou as paradas musicais em hindi e urdu, alcançou a quinta posição no YouTube várias horas depois e conquistou mais de 70 milhões de visualizações desde seu lançamento no YouTube.
Em 2019, Momina Mustehsan colaborou com Bilal Saeed para a música "Baari", escrita e composta por Saeed a partir da plataforma OneTwoRecords. A música recebeu uma resposta positiva e ganhou mais de 17 milhões de visualizações com uma semana de lançamento.

## Vida pessoal e trabalho social
Em setembro de 2016, Momina Mustehsan confirmou e anunciou seu noivado no Twitter com Ali Naqvi, um banqueiro norte-americano, na Califórnia, nos Estados Unidos. O noivado foi cancelado no início de 2017.
Momina Mustehsan apóia várias causas e organizações de caridade, que trabalham para o bem-estar das mulheres no Paquistão. Ela costuma falar em apoio à educação para meninas e é particularmente sincera sobre questões como os direitos das mulheres e a igualdade de gênero. Momina Mustehsan também falou abertamente sobre doenças mentais e depressão e, em 2017, ela falou sobre sua experiência pessoal de superação da depressão.

Em uma entrevista online, Momina Mustehsan afirmou que doou todos os seus ganhos de 2016 para fazer poços de água no deserto de Thar, em Sinde, uma das quatro províncias em que se subdivide o Paquistão. Momina Mustehsan está planejando um programa de educação à distância para crianças na zona rural do Paquistão junto com uma campanha contra a pólio. Em um programa de bate-papo, ela disse: "Planejo introduzir planos de educação à distância para crianças em áreas rurais onde não há escolas ou um ambiente de aprendizado. Apresentaremos vídeos educativos que, juntamente com projetores, serão fornecidos às mesquitas em diferentes áreas para permitir que as crianças aprendam. Desde fazer roties [pão] até aprender física, eles vão conseguir de tudo." Em 2017, Momina Mustehsan fez parte da campanha "Beat Me" das ONU Mulheres, que visava abordar a questão da violência doméstica no país. Durante a campanha, Momina Mustehsan falou sobre o feminismo no Paquistão e disse:
"Nós odiamos nossas mulheres? Eu não acho. Na verdade, o Paquistão tem mais representação feminina no governo do que os EUA, e elegemos duas vezes uma mulher como chefe de estado. Empoderar as mulheres no Paquistão significa criá-las iguais aos meninos, proporcionando-lhes a mesma educação, dando-lhes as mesmas oportunidades de trabalho, salários iguais e respeito igual."

## Na mídia
O lançamento da música "Afreen Afreen", de 2016, estabeleceu Momina Mustehsan como uma dos cantoras mais reconhecidas do Paquistão. Ela está entre as celebridades paquistanesas mais seguidas nas redes sociais. Em 2017, a BBC a nomeou uma das 100 mulheres mais influentes da BBC. No ano seguinte, a Forbes a incluiu em sua lista "30 Under 30" da Ásia junto com nove indivíduos paquistaneses. Nesse mesmo ano, ela foi homenageada pela Stony Brook University – nomeando-a entre os "40 graduados mais bem-sucedidos" por seu serviço público e ativismo. Em dezembro de 2016, Momina Mustehsan se tornou o embaixador da boa vontade de um time de críquete, o Islamabad United, para a Superliga do Paquistão. Ela também é embaixadora de do refrigerante Sprite e da tintura de cabelo L'Oréal. Em 2017, Momina Mustehsan representou o Paquistão no fórum L'Oréal Pro Business em Sevilha, Espanha.
Momina Mustehsan se apresentou na quinta cerimônia do Hum Awards com Sajjad Ali, Asim Azhar e Ali Sethi, em abril de 2017. No ano seguinte, ela participou (com Christian Karembeu, Younis Khan e Qurat-ul-Ain Balouch) da turnê mundial da FIFA, e viajou da Tailândia para Laore em um avião fretado especial, para a inauguração do Troféu da Copa do Mundo da FIFA no Paquistão.
Em agosto de 2018, o Coke Studio produziu um remake da primeira canção pop do sul da Ásia de Ahmed Rushdi, "Ko Ko Korina", originalmente dublada por Waheed Murad no filme Armaan de 1966, nas vozes de Momina Mustehsan e Ahad Raza Mir. Sua interpretação deste clássico paquistanês foi amplamente criticada. Poucos dias depois de o vídeo ser lançado no YouTube, ele se tornou o vídeo mais odiado nos 11 anos de história do programa de música O filho de Waheed Murad, Adil Murad, também reagiu ao clamor pedindo desculpas aos fãs da música pelo polêmico remake.

## Discografia

### Trilhas sonoras
| Ano  | Canção                     | Título                            | Compositor                                                                    | Co-cantor    |
| ---- | -------------------------- | --------------------------------- | ----------------------------------------------------------------------------- | ------------ |
| 2014 | "Awari"                    | Ek vilão                          | Rabino Ahmed, Adnan Dhool                                                     | Adnan Dhool  |
| 2016 | "Zindagi Kitni Haseen Hay" | Zindagi Kitni Haseen Hay          | Adnan Dhool                                                                   | Adnan Dhool  |
| 2017 | "Al-Burda" (rendição)      | Transmissão A-Plus TV Ramazan OST | Shiraz Uppal                                                                  |              |
| 2018 | "Ye Mamla Koi Aur Hai"     | Transmissão Geo TV Ramazan OST    | Versão do clássico de Najam Sheraz                                            |              |
| 2018 | "Ishq Hoa Jo Tari"         | Jawani Phir Nahi Ani 2            | Sahir Ali Bagga                                                               |              |
| 2019 | "Alif"                     | Alif                              | Shuja Haider                                                                  | Shuja Haider |
| 2022 | "Khudaya Vey"              | Dum Mastam                        | Escrito, composto e produzido por Bilal Saeed e dirigido por Momina Mustehsan | Bilal Saeed  |

### Coke Studio (Paquistão)
| Ano  | Estação | Canção                              | Letra da música                                            | Música                                                    | Co-cantor(es)         |
| ---- | ------- | ----------------------------------- | ---------------------------------------------------------- | --------------------------------------------------------- | --------------------- |
| 2016 | 9       | "Sim Rah-e-Haq Ke Shaheedo"         | Saif uddin Saif                                            | Cordas                                                    | Artistas da temporada |
| 2016 | 9       | "Afreen Afreen"                     | Javed Akhtar                                               | Nusrat Fateh Ali Khan                                     | Rahat Fateh Ali Khan  |
| 2016 | 9       | "Afreen Afreen"                     | FK Khalish                                                 | Faakhir Mehmood                                           | Rahat Fateh Ali Khan  |
| 2016 | 9       | "Principal Raasta"                  | co-escrito com Junaid Khan                                 | Noori                                                     | Junaid Khan           |
| 2016 | 9       | "Tera Woh Pyar (Nawazishein Karam)" | Naqash Hyder                                               | Shuja Haider                                              | Asim Azhar            |
| 2017 | 10      | "Qaumi Taranah"                     | Hafeez Jullundhri                                          | Cordas; originalmente composta por Ahmed Ghulamali Chagla | Artistas da temporada |
| 2017 | 10      | "Muntazir"                          | Banda Strings                                              | Banda Strings                                             | Danyal Zafar          |
| 2017 | 10      | "Ghoom Taana"                       | Sabir Zafar                                                | Salman Ahmad                                              | Irteassh              |
| 2017 | 10      | "Ghoom Taana"                       | Salman Ahmad                                               | Salman Ahmad                                              | Irteassh              |
| 2018 | 11      | "Hum Dekhenge"                      | Faiz Ahmed Faiz                                            | Ali Hamza, Zohaib Kazi                                    | Artistas da temporada |
| 2018 | 11      | "Roye Roye"                         | Sahir Ali Bagga                                            | Sahir Ali Bagga                                           | Sahir Ali Bagga       |
| 2018 | 11      | "Mahi Aaja"                         | Asim Azhar                                                 | Asim Azhar                                                | Asim Azhar            |
| 2018 | 11      | "Ko Ko Korina"                      | Masroor Anwar                                              | Sohail Rana                                               | Ahad Raza Mir         |
| 2022 | 14      | "Sajan Das Na"                      | Adnan Dhool Letras adicionais por Momina Mustehsan         | Abdullah Siddiqui, Adnan Dhool, Momina Mustehsan, Xulfi   | Atif Aslam            |
| 2022 | 14      | "Beparwah"                          | Adnan Dhool Letras adicionais por Momina Mustehsan & Xulfi | Xulfi, Action Zain                                        |                       |

### Músicas
| Ano  | Canção                        | Co-cantor               | Notas |
| ---- | ----------------------------- | ----------------------- | --- |
| 2011 | "Sajña"                       | pés Moen Jo Daro        | Do álbum Junoon 20 |
| 2012 | "Pee Jaun"                    | Farhan Saeed            | Vídeo da música |
| 2015 | "Pee Jaun"                    | Hamza Tanveer           | Nescafé Basement S3E6 faixa 1 |
| 2016 | "Mirchi Ko Sprite Kar"        |                         | Sprite comercial de televisão |
| 2017 | "Críquete Jorray Paquistão"   |                         | Hino oficial do Islamabad United |
| 2017 | "Jee Liya"                    |                         | Cornetto Pop Rock Temporada 2 |
| 2018 | "Lab Pe Aati Hai Dua "        | Ali Sethi               | Comercial de televisão da Coca-Cola |
| 2018 | "Aaya Na Tu"                  | Arjun Kanungo           | Vídeo de música |
| 2018 | "Coca Cola Tu"                | Tony Kakkar, Young Desi | Comercial de televisão da Coca-Cola |
| 2019 | "Kishmish"                    | escrito por Qaran       | pés com Ash King |
| 2019 | "Yaariyan"                    | Rahil Mirza             | letras de Qamar Nashad; composta por Naveed Nashad (versão acústica da OST de Nabeel Shaukat Ali para a série de TV de 2019 Yaariyan)               |
| 2019 | "Baari"                       | Bilal Saeed             | Escrito, composto e letra por Bilal Saeed. Lançado pela OneTwoRecords                                                                               |
| 2020 | "Uchiyaan Dewaraan (Baari 2)" | Bilal Saeed             | Escrito, composto e dirigido por Bilal Saeed. Lançado pela One Two Records em novembro de 2020. Esta música é uma sequência da versão de 2019 Baari |

### Covers
| Ano  | Canção             |
| ---- | ------------------ |
| 2004 | "A filha do vento" |
| 2011 | "Mere Bina"        |
| 2017 | "Har Zulm"         |